# Strandkamille
Strandkamille (Tripleurospermum maritimum), ofte skrevet strand-kamille, er en to- eller flerårig plante i kurvblomst-familien. Den har stængler, der er opstigende eller nedliggende og er forveddede ved basis.

## Beskrivelse
Strandkamille er en 20-60 centimeter høj urt, der ligner lugtløs kamille, men de trådsmalle bladafsnit er afrundede eller spidse, ikke brodspidsede. Desuden er jordstænglen forveddet og planten er nedliggende eller opstigende. Blomsterkurven er 4-5 centimeter bred med gule skivekroner og 20-30 hvide, tungeformede randkroner. Kurvsvøbbladene har mørke hindekanter. Kurvbunden er marvfyldt. Frugten er uden fnok, men er lille og let og kan derfor spredes med vinden.

## Udbredelse
Arten er udbredt langs kysterne af Vest- og Nordeuropa, fra Spanien til Nordnorge.
I Danmark er strandkamille temmelig almindelig på strande, strandvolde og i klitter. Blomstringen sker i juni til august.